# Ñuble (provins)
Provincia de Ñuble är en provins i Chile.   Den ligger i regionen Región del Biobío, i den södra delen av landet, 400 km söder om huvudstaden Santiago de Chile. Antalet invånare är 460 113. Arean är 13 179 kvadratkilometer.
Terrängen i Provincia de Ñuble är kuperad åt nordväst, men åt sydost är den bergig.
Provincia de Ñuble delas in i:
- Bulnes
- Chillán
- Chillán Viejo
- Cobquecura
- Coelemu
- Coihueco
- El Carmen
- Ninhue
- Ñiquén
- Pemuco
- Pinto
- Portezuelo
- Quillón
- Quirihue
- Ránquil
- San Carlos
- San Fabián
- San Ignacio
- San Nicolás
- Treguaco
- Yungay

Trakten runt Provincia de Ñuble består till största delen av jordbruksmark. Runt Provincia de Ñuble är det ganska tätbefolkat, med 124 invånare per kvadratkilometer.